# Marumba sumatranus
Marumba sumatranus är en fjärilsart som beskrevs av Clark 1923. Marumba sumatranus ingår i släktet Marumba och familjen svärmare. Inga underarter finns listade i Catalogue of Life.